# Kickstarter (Website)
Kickstarter ist eine US-amerikanische Crowdfunding-Plattform. Das gleichnamige junge Start-up-Unternehmen mit Sitz in New York gilt als Vorreiter und erfolgreichster Anbieter dieses Finanzierungstyps.
Angesprochen sind Künstler und Erfinder aus den USA, dem Vereinigten Königreich, Deutschland und Kanada, die sich für ganz unterschiedliche Unternehmungen von Independent-Filmen über Musikalben, journalistische Projekte, Spiele und Technik bis hin zu Projekten mit Nahrungsbezug um finanzielle Unterstützung und direkten Kontakt zu Fans und Interessenten bemühen können.
Am 21. September 2015 änderte der Betreiber der Plattform seine Rechtsform in eine Benefit Corporation. Aus der bisherigen Kickstarter, Inc. wurde die Kickstarter PBC.

## Modell
Als Vertreter einer als „Crowdfunding“ oder auch „Schwarmfinanzierung“ bezeichneten neuen Form von Fundraising-Plattformen fördert Kickstarter das Sammeln von Geldern aus der allgemeinen Öffentlichkeit und privater Hand durch ein Modell, das die lange Zeit üblichen Investment-Möglichkeiten umgeht. Der Kapitalsucher muss sich bei Kickstarter registrieren, um seinen Projektvorschlag auf der Seite vorstellen zu können. Kickstarter gibt Richtlinien vor, welche Form von Projekten zugelassen werden. Die Projektersteller wählen eine Mindestsumme, die erreicht werden muss, sowie die Länge des Zeitraums, die dem Projekt für das Erreichen der Finanzierungssumme zur Verfügung stehen soll. Mit der Freigabe des Projektes kann sich jede Privatperson nach Registrierung auf der Kickstarter-Webseite als potentieller Geldgeber mit einer beliebig gewählten Summe ab einem US-Dollar registrieren. Wenn die gewünschte Mindestsumme nicht innerhalb dieser Frist erreicht wird, gilt die Finanzierung als gescheitert und es werden keine Gelder abgebucht oder übertragen. Das Einsammeln der bereitgestellten Gelder erfolgt über Amazon Payments.
Kickstarter erhebt eine Vermittlungsprovision in Höhe von 5 % der erreichten Summe, der Zahlungsdienstleister Stripe beansprucht weitere 3–5 %. Anders als andere Fundraising- oder Investment-Plattformen erhebt Kickstarter keine Besitzansprüche auf die Projekte und ihre Produkte. Allerdings werden alle Projekte permanent archiviert und bleiben für die Öffentlichkeit zugänglich. Ist die Finanzierung abgeschlossen, können die Projektdaten und hochgeladenen Mediendateien nicht mehr verändert oder von der Seite entfernt werden.
Kickstarter gibt keine Garantie für die Lieferung der versprochenen Leistungen oder die zweckgerechte Verwendung des von seinen Mitgliedern zugesagten Geldes. Kickstarter rät allen Sponsoren vielmehr, sich bei der Auswahl der Projekte auf ihr eigenes Urteilsvermögen zu verlassen. Stattdessen werden alle Projektinitiatoren davor gewarnt, dass sie für mögliche Schadensersatzforderungen ihrer Sponsoren haften könnten, falls Zusagen nicht eingehalten werden. So sammelte im Mai 2011 ein Filmstudent der New York University 1.726 US-Dollar für einen eigenen Film, kopierte jedoch einen anderen Film. Der Student entschuldigte sich hinterher öffentlich dafür, der Konflikt wurde beigelegt.

## Geschichte
Kickstarter wurde 2009 von Perry Chen, Yancey Strickler und Charles Adler gegründet. Ursprünglich wollte Chen in New Orleans ein Konzert mit den österreichischen Elektronica-Musikern Kruder und Dorfmeister arrangieren. Dazu benötigte Chen 20.000 Dollar. Er begann rund 3 Jahre vor der offiziellen Gründung mit Strickler die Plattform am Wochenende aufzubauen. Die Miami New Times urteilte scherzhaft: „Kickstarter.com ist eine der besten Ideen für eine Webseite, seit Al Gore das Internet erfunden hat.“ Kickstarter konnte sich zehn Millionen US-Dollar Startkapital sichern, unter anderem vom New Yorker Risikokapitalgeber Union Square Ventures und von Business Angels wie Jack Dorsey, Zach Klein und Caterina Fake. Das Unternehmen hat seinen Sitz im New Yorker Bezirk Brooklyn.
Bis zu seinem Wechsel zu Expert Labs im November 2010 fungierte Andy Baio als CTO. Leitentwickler ist seit dem Launch der Webseite Lance Ivy.
Stand Oktober 2015 verzeichnete Kickstarter über zwei Milliarden US-Dollar zugesicherter Unterstützung (einschließlich letztlich nicht erfolgreicher und daher nicht abgebuchter Finanzierungsaktionen) und mehr als 90.000 erfolgreich finanzierte Projekte. Im Laufe der Anfangsjahre konnten die Geschäftsaktivitäten dabei deutlich gesteigert werden. Im Jahr 2010 konnte Kickstarter 3.910 erfolgreich finanzierte Projekte, 27.638.318 US-Dollar an Zusagen und eine Finanzierungserfolgsrate von 43 % vermelden. 2011 waren es bereits 11.836 Projekte bei 99.344.381 US-Dollar Geldzusagen und 46 % Erfolgsrate.
Am 9. Februar 2012 verzeichnete Kickstarter eine Reihe von Firmenrekorden. Eine Dockingstation des Industriedesigners Casey Hopkins und seiner Firma ElevationLab für das iPhone erreichte als erstes Projekt Geldzusagen von über einer Million US-Dollar. Wenige Stunden später erreichte der Spieleentwickler Double Fine Productions mit seinem Projekt Double Fine Adventure dieselbe Summe in weniger als 24 Stunden nach Veröffentlichung des Konzeptvorschlags. Es handelte sich zudem um den ersten Tag in der Kickstarter-Firmengeschichte, an dem mehr als eine Million US-Dollar an Geldzusagen gewonnen werden konnten.
Am 19. Februar überschritt eine Anfrage für einen Sammelbandnachdruck der Comicreihe The Order of the Stick als drittes Kickstarter-Projekt die Grenze von einer Million US-Dollar. Es handelte sich gleichzeitig um das erste Buch und das erste Projekt eines einzelnen Künstlers (im Gegensatz zu Firmenprojekten), das diese Summe erreichen konnte. Am 20. Februar überschritt das Double Fine Adventure als erstes Projekt die Grenze von zwei Millionen US-Dollar, am 13. März, weniger als 24 Stunden vor dem Ende der Finanzierungsaktion, sogar drei Millionen US-Dollar. Noch am selben Tag startete mit Wasteland 2 ein weiteres Videospiel-Projekt mit der bislang höchsten Finanzierungsanfrage von 900.000 US-Dollar. Dieses Ziel konnte innerhalb von 42 Stunden erreicht werden. Das Design-Projekt Pebble: E-Paper Watch überschritt bereits nach acht Tagen Laufzeit als Erstes die 5-Millionen-Grenze. Insgesamt konnte das Projekt über zehn Millionen US-Dollar sichern. Die Umsatzentwicklung dieser Tage wurde vielfach von den Medien aufgegriffen.
Im März 2012 startete unabhängig von Kickstarter eine Statistik- und Projekt-Fortschritts-Tracking-Projekt namens kicktraq.com, welches als Google Analytics für Kickstarter beschrieben wurde. Die Webseite liefert Metriken und Trendanalysen über die Laufzeit eines Kickstarter-Projekts und behebt damit einen Mangel von Kickstarter.com.
Im Juli 2012 kündigte Kickstarter über den Kurznachrichtendienst Twitter an, dass die Plattform zukünftig auch für Projektanträge aus Großbritannien offenstehen werde. Als Plattform für die Sammlung von Geldern soll weiterhin Amazon Payments genutzt werden. Zum 31. Oktober wurde die Ankündigung umgesetzt.
Am 3. März 2014 meldete Kickstarter eine Milliarde US-Dollar gesammelter Gelder über die eigene Plattform. Diese wurden von 5,7 Millionen Menschen in die Finanzierung verschiedenster Projekte investiert.
Am 6. Januar 2015 erklärte Kickstarter die Trennung der Plattform von Amazon Payments als Zahlungsdienstleister. Für die Zukunft sei man zur Abwicklung der Zahlungen eine Partnerschaft mit Stripe eingegangen. Der Umzug der Projekte auf den neuen Dienstleister hatte zu diesem Zeitpunkt bereits begonnen.

### Höchste erfolgreiche Projektfinanzierungen
Die folgende Tabelle listet die zehn höchsten erfolgreich abgeschlossenen Finanzierungskampagnen, gemessen an der Endsumme.
| Rang | Projektname                                                     | Autor                     | Gegenstand des Projekts | Kickstarter-Kategorie | finanziert | Summe (USD) | Unterstützer | Enddatum      |
| ---- | --------------------------------------------------------------- | ------------------------- | ----------------------- | --------------------- | ---------- | ----------- | ------------ | ------------- |
| 1    | Surprise! Four Secret Novels by Brandon Sanderson               | Dragonsteel Entertainment | Bücher                  | Publishing            | 1475 %     | 41754153    | 185341       | 1. Apr. 2022  |
| 2    | Pebble Time: E-Paper Color Display Watch for iPhone and Android | Pebble Technology         | Smartwatch              | Design                | 4067 %     | 20338986    | 78471        | 28. März 2015 |
| 3    | Coolest Cooler: 21st Century Cooler that’s Actually Cooler      | Ryan Grepper              | Kühlbox                 | Design                | 26570 %    | 13285226    | 62642        | 30. Aug. 2014 |
| 4    | Frosthaven                                                      | Isaac Childres            | Brettspiel              | Brettspiel            | 2594 %     | 12969608    | 83193        | 1. Mai 2020   |
| 5    | Pebble 2, Time 2 + All-New Pebble Core                          | Pebble Technology         | Smartwatch              | Design                | 1277 %     | 12779843    | 66673        | 7. Juli 2016  |
| 6    | Kingdom Death: Monster 1.5                                      | Kingdom Death             | Brettspiel              | Brettspiel            | 12393 %    | 12393139    | 19264        | 8. Jan. 2017  |
| 7    | EcoFlow DELTA Pro: The Portable Home Battery                    | EcoFlow                   | USV                     | Design                | 12179 %    | 12179651    | 3199         | 13. Sep. 2021 |
| 8    | Travel Tripod by Peak Design                                    | Peak Design               | Stativ                  | Animation             | 2428 %     | 12143435    | 27168        | 19. Juli 2019 |
| 9    | Critical Role: The Legend of Vox Machina Animated Special       | Critical Role             | Animationsserie         | Design                | 1518 %     | 11385449    | 88887        | 19. Apr. 2019 |
| 10   | Pebble: E-Paper Watch for iPhone and Android                    | Pebble Technology         | Smartwatch              | Design                | 10266 %    | 10266845    | 68929        | 18. Mai 2012  |

### Weitere namhafte Projekte
- Blue Like Jazz – eine Verfilmung des gleichnamigen Buches des Autors Donald Miller.[42]
- Diaspora – Ein freies und dezentrales Social Network, konnte 200.000 US-Dollar von rund 6500 Spendern einnehmen.[43]
- The Price – Ein Animationsfilm von Christopher Salmon, basierend auf einer Kurzgeschichte von Neil Gaiman.[44] Es handelte sich um das erste Projekt, das um mehr als 150.000 US-Dollar bat und erfolgreich finanziert wurde.[45] Das Projekt ist noch immer in der Entwicklung. Das Projekt wurde von Autor Gaiman und dessen Verlag Random House unterstützt[46][47], zudem gab es Berichterstattungen von Wired,[48][49] CNN[50] und dem Tagesspiegel.[51]
- Tick Tock – ein Kurzfilm des koreanisch-amerikanischen Filmemachers Ien Chi, der damit auf dem International Grand Finale des Campus MovieFest die Auszeichnung für den besten Film und die beste Regie errang.[52][53] Der Film erreichte durch virales Marketing weit über eine Million Zuschauer und wurde von The Guardian, Gizmodo und anderen Medienpublikationen thematisiert.[54][55]
- Inocente – ein Kurzfilm, der die Geschichte einer 15-jährigen obdachlosen Künstlerin in San Diego erzählt. Der Film gewann 2013 den Oscar in der Kategorie Bester Dokumentar-Kurzfilm.
- Wish I Was Here – ein Spielfilm von Zach Braff, der seine Premiere 2014 beim Sundance Film Festival feierte.
- KickSat – ein Nanosatellit eines Amateurfunkers, der 2014 verglühte, bevor er seine 104 Femtosatelliten ausstoßen konnte. Lehnt sich namentlich an.
- Broken Age – ein Point-and-Click-Adventure, das zuvor noch unter dem Namen Double Fine Adventure bekannt war. Dieses Kickstarter-Projekt hatte als erstes die eine Million US-Dollar innerhalb von 24 Stunden eingesammelt.[56]
- Video Game High School – eine Webserie Freddie Wongs, von der zwei Staffeln mit Kickstarter finanziert wurden. Die Serie erlangte mediale Aufmerksamkeit und gewann mehrere Auszeichnungen.
- NoPhone – eine funktionslose Nachbildung eines Smartphones.[57]
- Undertale – ein Computer-Rollenspiel von Toby Fox, welches große Aufmerksamkeit in der Videospiel-Community erlangen konnte und viel positive Kritik erhielt.[58]

### Erfolgsquoten
Eine Studie der Verbraucherseite Finantio hat ergeben, dass 40,4 %, und damit weniger als die Hälfte aller untersuchten Projekte, erfolgreich beendet werden. Am häufigsten sind mit 45,3 % Kampagnen aus Hongkong erfolgreich. Die USA folgen mit 41,8 %. Deutsche Gründer erreichen zu 27,8 % ihr Finanzierungsziel. Zudem zeigt die Studie von 331.000 Kickstarter-Projekten auf, dass 24 % aller Technologieprojekte erfolgreich finanziert werden. Ähnlich geringe Erfolgsquoten wie im Bereich Technologie gibt es in der Kategorie Journalismus mit 24,4 %. Allerdings gibt es große Unterschiede zwischen den insgesamt 170 Unterkategorien. Kamera- und Elektronikausrüstung weisen in der Kategorie Technologie eine überdurchschnittliche Erfolgsquote von 55 bzw. 52 % auf. Wearable-Projekte liegen im Durchschnitt, während Projekte der Kategorien Apps und Web mit 7 und 8 % noch einmal deutlich unter der Technologiequote liegen.

### Patentauseinandersetzungen
Am 30. September 2011 reichte Kickstarter eine Feststellungsklage gegen ArtistShare und Fan Funded ein, Inhaber des Patents US7885887 „Methods and apparatuses for financing and marketing a creative work“. Kickstarter begründete dies mit der Befürchtung, Ziel einer möglichen Patentverletzungsklage zu sein. Kickstarter klagt auf Aufhebung des Patents oder zumindest die Feststellung, dass Kickstarter für keinerlei Patentverletzung verantwortlich gemacht werden könne. Im Februar 2012 widersprachen ArtistShare und Fan Funded den Beschwerden von Kickstarter und äußerten, dass es keine Klageandrohung wegen Patentverletzung gegeben habe, wie von Kickstarter behauptet.